# Satin Boys, Flaming Chic
"Satin Boys, Flaming Chic" är en singel av den engelska elektroniska duon Goldfrapp, utgiven som 7"-vinyl i begränsad upplaga den 4 september 2006. Singeln består av en remix av låten "Satin Chic", ursprungligen från albumet Supernature, samt en livecover på The Ordinary Boys-låten "Boys Will Be Boys", inspelad från en konsert vid BBC Radio 1s Live Lounge den 27 april 2006. Remixen av "Satin Chic" gjordes av rockbandet The Flaming Lips, och kom även med på remixalbumet We Are Glitter som släpptes den 17 oktober 2006.

## Låtlista
1. "Satin Chic" (Through the Mystic Mix, Dimension 11: The Flaming Lips) (Alison Goldfrapp, Will Gregory) – 3:20
2. "Boys Will Be Boys" (Sam Preston) – 2:55